# Дуглас, Аарон (художник)
Аарон Дуглас (англ. Aaron Douglas, род. 26 мая 1899 г. Топика, ум. 2 февраля 1979 г. Нашвилл) — американский художник афроамериканского происхождения так называемой эпохи «Век джаза». Один из ведущих деятелей Гарлемского ренессанса. Занимался монументальной и социальной живописью, боролся своим искусством с расовым неравенством в США, известен также как иллюстратор, оформитель и педагог, преподававший живопись в университетах США. В 1944 году завершил свою карьеру художника, основав отделение живописи в Нашвильском университете, в Теннесси, где и преподавал до 1966 года. Оказал большое влияние на афроамериканское изобразительное искусство первой половины ХХ столетия. Работал в стиле арт-деко и модернизм.

## Жизнь и творчество
Родился в Канзасе, в семье Аарона Дугласа-старшего, пекаря, и его жены Элизабет, домохозяйки и художницы-самоучки, родом из Алабамы. Школу окончил в Топике, затем приезжает в Детройт. Здесь Аарон меняет несколько мест работы, в том числе на предприятиях, производивших автомобили «Кадиллак», также посещает классы живописи при Детройтском художественном музее. В 1918 году молодой художник поступает в Нашвилльский университет, при этом работая, так как средств для получения высшего образования у него не было. В 1922 году Аарон получает здесь степень бакалавра искусств. В 1922—1923 годы работает официантом на Тихоокеанской железной дороге, пока не находит место преподавателя рисунка в Высшей школе Канзас-сити, штат Миссури. В этой школе художник работает вплоть до 1925 года, рассчитывая затем уехать для прохождения практики во Францию. В 1925 Дуглас приезжает в Гарлем, Нью-Йорк — как он считает, по пути в Париж, однако остаётся здесь надолго. Художник подпадает здесь под влияние афроамериканского культурного движения «Гарлемский ренессанс», направленный на развитие и популяризацию «чёрного искусства». В Гарлеме А.Дуглас берёт уроки у немецкого художника Винольда Рейсса, занимается дизайном по африканским мотивам, на некоторое время в 1927 году становится издателем. Он — автор иллюстраций для различных агентств печати и организаций, таких, как Национальная городская лига (National Urban League). Его иллюстрации посвящены внесудебным расправам (судам Линча), расовой сегрегации, джазу и театральным постановкам, публикуются в журналах Vanity Fair и Theater Arts Monthly. В 1927 году он пишет свою первую монументальную, настенную картину, для гарлемского клуба Эбони (Club Ebony), посвящённую развлечениям ночной жизни в Гарлеме. В 1928 году художник получает так называемую «стипендию Барнса» в Филадельфии (от фонда известного филантропа Альберта Барнса), для изучения модернизма в живописи и африканского искусства. В том же году он принимает участие в выставке фонда Хармон под названием «Современное негритянское искусство» («Contemporary Negro Kunst.»). Летом 1930 Дуглас приезжает в Нашвилл и пишет ряд настенных работ для библиотеки университета Фиск. В этот же период он получает заказ от отеля Шерман в Чикаго на несколько монументальных произведений. В 1931 художник наконец приезжает в Париж и поступает на курс в Académie Scandinave.
В середине 1930-х А.Дуглас возвращается в Гарлем и совершенствует здесь свою технику монументальной живописи. В Нью-Йорке художник получает ряд новых заказов на широкоформатную настенную живопись — от издательства YMCA на фасаде принадлежавшего ей здания, от городского Управления общественных работ (цикл настенных произведений), от нью-йоркской публичной библиотеки и др. В основном эти его работы посвящены жизни и истории негритянского общества в Америке — от эпохи рабства, аболиционизма и Гражданской войны Севера и Юга, судов Линча, и вплоть до современных ему афроамериканских просветительских и социальных движений, «Гарлемского ренессанса» и Великой депрессии 1920-х — 1930-х годов. В 1935 году А.Дуглас становится президентом Гильдии художников Гарлема, занимавшейся среди прочего поддержкой и обучением молодых негритянских живописцев в рамках «Гарлемского ренессанса». В 1937 году А.Дуглас получает стипендию для посещения т. н. «чёрных университетов» на американском Юге — в Теннесси, Алабаме и в Новом Орлеане. В 1938 году художник получает ещё одну стипендию (от фонда Розенвальда) для посещения Доминиканской республики и Гаити, и пишет здесь серию акварелей. После возвращения в США в 1940 году художник работает в университете Фиска в Нашвилле, а также в Колумбийском университете в Нью-Йорке. В 1944 году он получает звание магистра искусств (Master of Arts Grad) и переезжает в Нашвилл; здесь он занимает должность руководителя отделения искусств при университете, становится основателем и директором галереи искусств Карла Ван Вехтена. В этой галерее демонстрировались как работы белых, так и негритянских живописцев. Для своих студентов А.Дуглас вводит курс афроамериканской истории с тем, чтобы им было понятнее положение, в котором на Юге США жили и работали представители «чёрной культуры» прошлого.
Картины и рисунки Аарона Дугласа ныне хранятся в Метрополитен-музее в Кью-Йорке, Национальной галерее в Вашингтоне, в Балтиморском художественном музее, в ряде других крупных музеев США.